# Jazigo dos Grão-Duques

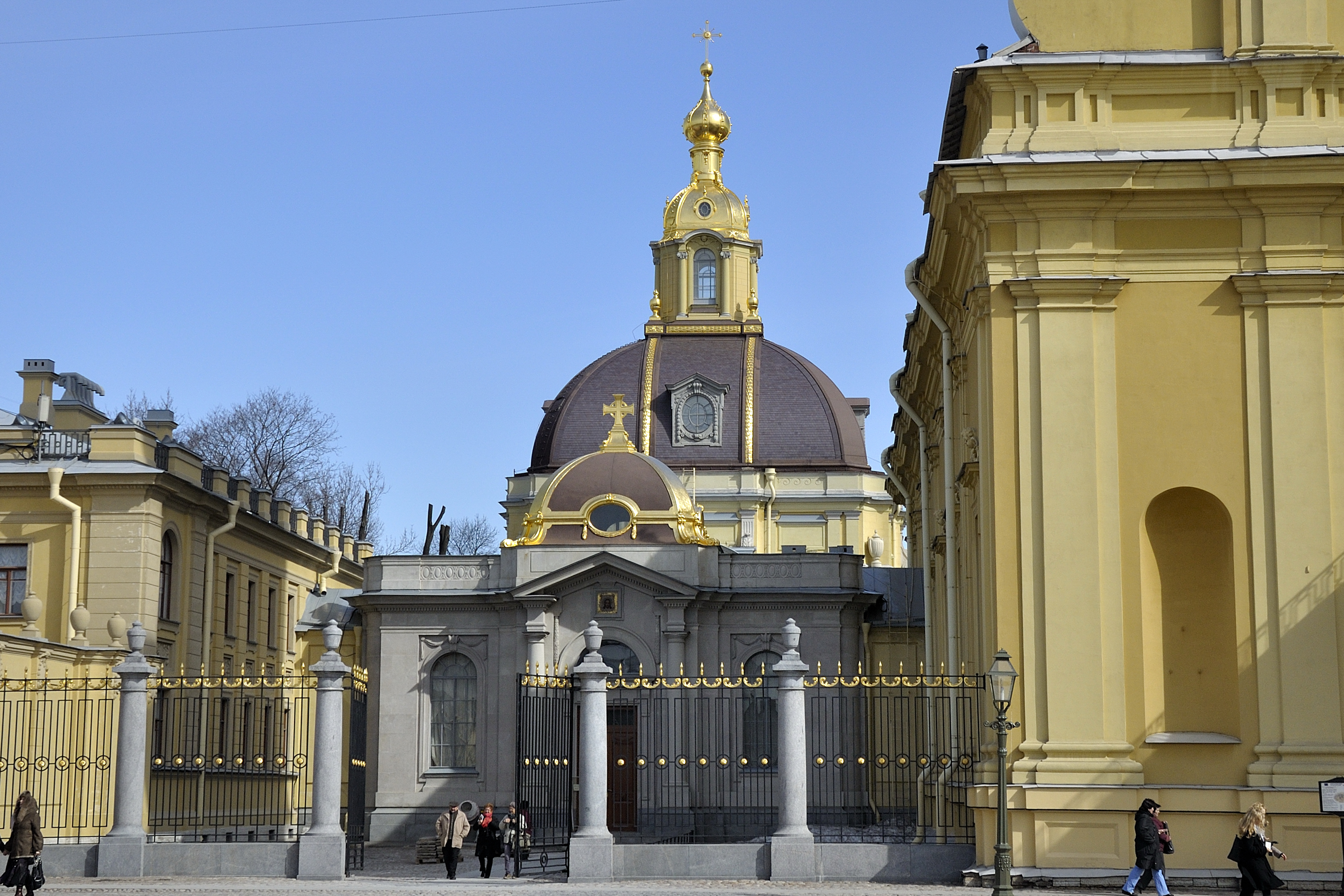
O Jazigo dos Grão-Duques

O Jazigo dos Grão-Duques (em russo: Великокняжеская усыпальница) é um mausoléu construído propositadamente para os grão-duques e grã-duquesas da Rússia na Fortaleza de Pedro e Paulo. A estrutura neo-barroca com cúpula é frequentemente confundida como parte da Catedral de Pedro e Paulo devido às semelhanças arquitectónicas entre as duas. Existe uma passagem coberta que liga o mausoléu à catedral, na qual se encontram sepultados os imperadores e imperatrizes da Rússia.
O edifício foi criado por David Grimm em 1896. Foi construído para retirar os restos mortais de alguns membros não-reinantes da família Romanov da catedral, uma vez que havia pouco espaço para novos enterros. Antony Tomishko e Leon Benois foram responsáveis pelos trabalhos de construção. O interior é ricamente decorado com mármore, mosaicos e liga de cobre. O grão-duque Alexei Alexandrovich da Rússia foi o primeiro a ser sepultado no mausoléu em 1908. As ossadas de outros oito membros da família foram transladados da catedral para o jazigo. O último membro da família a ser sepultado neste local foi o grão-duque Constantino Constantinovich da Rússia, sete anos depois.
Havia planos para que o mausoléu tivesse capacidade para sessenta túmulos, mas quando rebentou a Revolução Russa apenas se tinham construído treze. Durante o governo soviético, os túmulos foram destruídos devido a planos para transformar este edifício num museu da História da cidade, mas estes seriam restaurados mais tarde. O grão-duque Vladimir Kirillovich foi enterrado no Jazigo dos Grão-Duques em 1992 e os restos mortais dos seus pais, o grão-duque Cyrill Vladimirovich da Rússia e a grã-duquesa Vitória Feodorovna foram transladados do Schloss Rosenau para lá três anos depois.